# نورثروپ گرومن سویچبلید
نورثروپ گرومن سویچبلید (به انگلیسی: Northrop Grumman Switchblade) یک هواپیمای ساختِ کارخانهٔ نورثروپ گرومن در کشور ایالات متحده آمریکا است.